# Fondazione Patrizio Paoletti
La Fondazione Patrizio Paoletti è attiva nei campi della ricerca neuroscientifica e psicopedagogica con il fine di sviluppare approcci educativi innovativi applicati in progetti per il benessere psico-sociale.
Le attività educative di Fondazione Patrizio Paoletti si basano su un modello pedagogico denominato Pedagogia per il Terzo Millennio, ideato da Patrizio Paoletti e tratteggiato in diverse pubblicazioni, tra cui "Crescere nell'eccellenza", nel quale vengono descritti nel dettaglio principi e aspetti applicativi. Tale modello pedagogico ha le proprie fondamenta neuroscientifiche nel "Modello Sferico della Coscienza, sviluppato da Patrizio Paoletti, sviluppato su una matrice che sfrutta un approccio logico-matematico per descrivere, attraverso le proprietà della forma sferica, la fenomenologia della coscienza.. Il Modello Sferico della Coscienza è applicato sperimentalmente in campo educativo e negli ultimi anni è stato studiato da diversi ricercatori nel campo delle neuroscienze.

## Storia
La Fondazione Patrizio Paoletti nasce ad Assisi il 20 novembre 2000, data prescelta per la ricorrenza della Giornata Internazionale per i Diritti dell'Infanzia e dell'Adolescenza. Nel 2004 la Fondazione avvia il Programma Scuole nel Mondo, a sostegno della scolarizzazione nei Paesi a medio e basso reddito, con un intervento in Indonesia a seguito dello Tsunami che aveva investito Banda Aceh. Nel 2005 prende il via la campagna di sensibilizzazione face-to-face Carovana del Cuore, i cui volontari percorrono le coste italiane nel periodo estivo. La Carovana del Cuore ha ricevuto nel 2008 la Medaglia d'Argento della Presidenza della Repubblica. Nel 2007 la sede legale viene trasferita a Roma, mentre Assisi rimane sede secondaria. Nel 2009 la Fondazione dà vita ad AIS - Assisi International School, scuola bilingue basata su Metodo Montessori e Pedagogia per il Terzo Millennio. Nel 2016 la Fondazione inaugura i laboratori di ricerca neuroscientifica presso la sede di Assisi. Dal 2017 è attivo il programma di formazione "Prefigurare il Futuro - metodi e tecniche per potenziare speranza e progettualità", nato per supportare le popolazioni colpite dal sisma in Italia centrale ed in seguito ampliatosi a comprendere diversi contesti emergenziali e scuole su tutto il territorio nazionale.

## Ambiti operativi

### Ricerca scientifica
La Fondazione Patrizio Paoletti comprende un istituto di ricerca denominato RINED Research Institute for Neuroscience Education and Didactics, che effettua indagini scientifiche negli ambiti neuroscientifico e psicopedagogico, diretto dalla neuroscienziata Tal Dotan Ben-Soussan.

#### Neuroscienze
In ambito neuroscientifico il RINED si occupa dell'analisi degli effetti di allenamenti sensomotori, pratiche meditative e di minfulness sul funzionamento cognitivo e psico-emotivo dell'individuo attraverso le interazioni complesse tra cervello, movimento, cognizione ed emozione. Le ricerche si concentrano sulla plasticità cerebrale, evidenziando come specifici stimoli possano influenzare lo sviluppo del cervello e mitigare i processi degenerativi, contribuendo così alla salute globale e al benessere dell'individuo.

#### Psicopedagogia
In ambito psicopedagogico, l'attività del RINED si concentra su approcci educativi in linea con le scoperte delle neuroscienze, volti a sviluppare la consapevolezza delle facoltà cognitive nei bambini e negli adolescenti. Interessi di ricerca del Dipartimento psicopedagogico includono la gestione delle emozioni, lo sviluppo del linguaggio, il potenziamento cognitivo e il movimento corporeo, che costituiscono i temi centrali degli studi sull'apprendimento.

#### Neuro-psicopedagogia didattica
La neuro-psicopedagogia didattica, affine nelle prospettive alla recente neuropedagogia, se ne distingue nell'articolazione di momenti distinti e interconnessi nella produzione del sapere educativo: i dati relativi al funzionamento cerebrale vengono assunti come parametro vincolante e orientante rispetto ai saperi della psicopedagogia, ovvero l'ambito che indaga i fenomeni psicologici che si manifestano nel processo educativo, per giungere alla produzione di strumenti di didattica efficace.
In considerazione del miglioramento della qualità della vita, la ricerca del RINED si sviluppa in molteplici ambiti quali, ad esempio:
- Modellamento neurofenomenologico della coscienza umana[31][32]
- Pratiche di mindful movement[33] e loro potenziale efficacia nella prevenzione delle malattie neurodegenerative[34][35]
- Miglioramento delle funzioni esecutive attraverso le pratiche meditative
- Benefici neurofisiologici del silenzio[36], anche attraverso conferenze pubbliche come I.C.O.N.S. International Conference On The Neurophysiology Of Silence[37], congresso scientifico a cadenza biennale, realizzato la prima volta nel 2019, che ospita collaborazioni tra neuroscienziati, filosofi, psicologi ed esperti di meditazione per esplorare il tema del silenzio da un punto di vista multidisciplinare[38], da una prospettiva teorico-scientifica[36] e pratico-applicativa. L'obiettivo è di approfondire la comprensione degli effetti del silenzio sul benessere individuale[39], prevenendo gli effetti nocivi dell’inquinamento acustico[40].
- Interocezione ed empatia[38]
- Resilienza[41]

### Progetti educativi per l'infanzia
Le attività educative per l'infanzia della Fondazione si svolgono in Italia e in diversi paesi nel mondo. L'Ente realizza dal 2004, in collaborazione con New Life for Children Onlus, il Programma Scuole nel Mondo a sostegno di progetti educativi in zone di marginalità sociale, precedentemente attivo in Haiti, India, Indonesia, Israele, Perù, Siria, Turchia; e attualmente presente in Brasile, Congo (RD), Italia, Kenya, Nepal. Ha avviato dal 2009 AIS-Assisi International School, scuola di Metodo Montessori e Pedagogia per il Terzo Millennio con sede in Assisi. Nel 2023 è stata resa disponibile online una piattaforma elearning per la formazione di educatori e insegnanti in tutto il mondo, denominata Teacher Outreach, che fa ampio uso di tecnologie di Intelligenza Artificiale per la fruizione dei contenuti.

### Lifelong learning
Le attività educative di Fondazione Patrizio Paoletti per l'apprendimento continuo investono diversi ambiti. Il programma "Prefigurare il Futuro - metodi e tecniche per potenziare speranza e progettualità", è stato attivato per le popolazioni colpite dal sisma del centro Italia nel 2017 e si rivolge ad un'utenza generale di adulti indipendentemente dal grado di istruzione o ambito di attività. L'Ente realizza programmi di formazione per altre organizzazioni sia del settore profit che non-profit, su temi quali: neuroscienze e comunicazione efficace; motivazione; negoziazione; gestione del tempo e leadership. Altre attività formative erogate gratuitamente in forma di webinar sono particolarmente indirizzate a genitori, insegnanti ed educatori.

### Progettazione europea
La Fondazione Patrizio Paoletti è attiva nel campo dell'innovazione didattica anche attraverso la progettazione nel contesto delle linee di finanziamento dell'Unione Europea, in particolare nel quadro del programma Erasmus+. I progetti europei realizzati dall'Ente riguardano, tra l'altro, la didattica per lo sviluppo dell'intelligenza emotiva, gli stili di apprendimento, lo sviluppo di strumenti di supporto per persone affette da malattia di Alzheimer.

### Advocacy per la sostenibilità
La Fondazione Patrizio Paoletti realizza dal 2009 "21 Minuti", una conferenza internazionale sui temi della sostenibilità nella quale vincitori di Premi Nobel e altri relatori di rilevanza internazionale afferenti ad ambiti diversi, intervengono con speech della durata di 21 minuti. Tra i relatori vincitori del Premio Nobel, Betty Williams e Mairead Corrigan Maguire, Nobel per la Pace 1976; David Gross, Nobel per la Fisica 2004; Woodrow Clark II, Nobel per la Pace 2007 con i colleghi del United Nations Intergovernmental Panel on Climate Change (UNIPCC). Tra gli altri relatori, il neuroscienziato Micheal S. Gazzaniga; la cantante Noa; l'atleta e attrice Fiona May; il dirigente UNESCO Hans D'Orville.

### Sensibilizzazione
Nell'ambito della sensibilizzazione, la Fondazione Patrizio Paoletti realizza dal 2004 la campagna face-to-face "Carovana del Cuore" sui diritti dell'infanzia e dell'adolescenza. La campagna prevede la partecipazione di volontari che, nel periodo estivo, percorrono le spiagge italiane coinvolgendo i bagnanti. La Carovana del Cuore ha ricevuto nel 2008 la Medaglia d'Argento della Presidenza della Repubblica da Giorgio Napolitano, “per il contributo significativo alla formazione di una cultura fondata sul valore della solidarietà e sempre più attenta alla tutela e al rispetto della dignità della persona, principi cardine del nostro ordinamento costituzionale”.

## Riconoscimenti ed eventi istituzionali
- Medaglia d'Argento della Presidenza della Repubblica alla campagna Carovana del Cuore nel 2008[48]
- Diploma di Benemerenza dell'Ambasciata della Repubblica Democratica del Congo presso il Quirinale nel 2014
- Il 10.10.24, in occasione della Giornata Mondiale della Salute Mentale, Fondazione Patrizio Paoletti è stata invitata a tenere un incontro nella Sala della Regina della Camera dei Deputati, dal titolo “L’importanza del benessere mentale, per una Salute Globale“, sostenuto dal vicepresidente della Camera Giorgio Mulé[49].